# Araguaiana
Araguaiana là một đô thị thuộc bang Mato Grosso, Brasil. Đô thị này có diện tích 6415,109 km², dân số năm 2007 là 2974 người, mật độ 0,46 người/km².